# Кім Чхек
Кім Чхек (кор. 김책, чи Кім Чак 14 серпня 1903 — 31 січня 1951) — північнокорейський політичний і військовий діяч, національний герой КНДР, найближчий соратник Кім Ір Сена.
Ім'ям Кім Чхека названо багато об'єктів в КНДР, у тому числі місто Сонджін було перейменоване в Кімчхек після його смерті. Політехнічний університет імені Кім Чхека в Пхеньяні, Сталеливарний завод ім. Кім Чхека та Народний стадіон ім. Кім Чхека в Кімчхеку також названі на його честь.

## Біографія
З юнацьких років брав активну участь у боротьбі проти японців. У 1925 вступив в комуністичну партію Кореї. Після захоплення японськими військами північно-східного Китаю в 1931 році — один з керівників корейського партизанського руху в Маньчжурії. Після звільнення Кореї в серпні 1945 року і по 1946 рік — голова Пхеньянського військово-політичного училища, заступник голови Народного комітету Північної Кореї і одночасно голова департаменту оборони.
З вересня 1948 — заступник голови Кабінету міністрів і міністр промисловості КНДР. Член Політради ЦК Трудової партії Кореї. У 1950, після початку війни в Кореї, був призначений членом Військового комітету КНДР і командувачем фронтом. Пізніше був зміщений, як відповідальний за поразку в Інчхонській десантній операції.
Помер у 1951 році. Є думка, що його смерть стала результатом боротьби за владу і Кім Чхек помер не від серцевого нападу, як було оголошено офіційно, а в результаті газового отруєння.